# Veretjekulturen
Veretje-kulturen er en arkæologisk kultur, der eksisterede på den østlige side af Østersøen i det centrale Rusland omkring 8.850-7.600 f.Kr. i den sidste halvdel af den præboreale periode, og det er således en kultur tilhørende mesolitikum eller mellemste stenalder. Den er opkaldt efter fundlokaliteten Veretje I.
Kulturens oprindelse er enten Kunda-kulturen eller Butovo-kulturen. Folk fra denne kultur menes at have bidraget til den tidligste bosættelse i Finland, da nogle af genstandene fra det tidlige mesolitiske Finland ligner genstande fra Veretje-kulturen.

## Bosættelsesområder
Veretje-kulturen anses for at omfatte flere opholdssteder. I nærheden af Lachaya-søen ligger Veretje I dateret til 9.050-8.520 før nu  eller 8.200-7.600 f.Kr. ), Suhoje, Pogostiche og Vjazovyi Mys. Langs Kinemaji-floden, der strømmer ned til Lacha-søen, ligger Popova-gravpladsen (9730-7150 før nu  eller 9.100-6.000 f.Kr. ). Lokaliteten Andozero-M ligger ved bredderne af Andozero-søen.